# Pattran
Pattran é uma cidade e uma nagar panchayat no distrito de Patiala, no estado indiano de Punjab.

## Demografia
Segundo o censo de 2001, Pattran tinha uma população de 22,170 habitantes. Os indivíduos do sexo masculino constituem 53% da população e os do sexo feminino 47%. Pattran tem uma taxa de literacia de 65%, superior à média nacional de 59.5%: a literacia no sexo masculino é de 69% e no sexo feminino é de 60%. Em Pattran, 13% da população está abaixo dos 6 anos de idade.